# Osmia rawlinsi
Osmia rawlinsi är en biart som beskrevs av Sandhouse 1939. Osmia rawlinsi ingår i släktet murarbin, och familjen buksamlarbin. Inga underarter finns listade i Catalogue of Life.